# Parlement des îles Turques-et-Caïques
13e législature
Le Parlement des Îles Turques-et-Caïques (en anglais : Parliament of the Turks and Caicos Islands) est le législature monocamérale des îles Turques-et-Caïques, territoire d'outre-mer autonome du Royaume-Uni. Elle compte actuellement vingt et un membres. De 2006 à 2024, le parlement est connu sous le nom d'Assemblée (House of Assembly). Avant 2006, il portait le nom de Conseil législatif (Legislative Council).

## Système électoral
Le Parlement est composée d'un maximum de vingt-et-un membres renouvelés tous les quatre ans, dont quinze élus au suffrage universel direct, quatre membres nommés et un ou deux membres dits ex officio. Dix des membres élus le sont au scrutin uninominal majoritaire à un tour dans autant de circonscriptions électorales tandis que les cinq membres restants sont élus au scrutin majoritaire plurinominal dans une circonscription couvrant l'ensemble du territoire. Chaque électeur est doté d'une voix pour un candidat de sa circonscription ainsi que de cinq autres à répartir à des candidats de la circonscription territoriale unique, à raison d'une voix par candidat. Dans les deux cas, le ou les candidats ayant reçu le plus de voix sont élus à hauteur du nombre de sièges à pourvoir.
À ces membres directement élus s'ajoutent quatre autres nommés. Deux le sont par le Gouverneur, tandis que le premier ministre et le chef de l'opposition en nomment un chacun. Le procureur général est membre de droit, mais ne dispose pas du droit de vote. À ce membre ex officio s'ajoute le président de l'assemblée s'il est choisi en dehors de ses membres, ce qui porte le plus souvent leur total à vingt et un.

### Avant 2012
Jusqu'en 2012, l'assemblée est composée de vingt et un membres renouvelés tous les quatre ans, dont quinze élus au suffrage universel direct, trois membres nommés et trois autres membres dits ex officio. Les membres élus le sont au scrutin uninominal majoritaire à un tour dans autant de circonscriptions électorales à raison de 11 dans les îles Caïques et 4 dans les îles  Turques. L'assemblée élue procède ensuite à la nomination de trois autres membres, de telle sorte que le parti vainqueur puisse renforcer sa majorité. Enfin, trois autres membres dont le procureur général ainsi que le président de l'assemblée, s'ils ne sont pas déjà députés, sont membres de droit.